# Municipio de Willow (condado de Monona)
El municipio de Willow (en inglés: Willow Township) es un municipio ubicado en el condado de Monona en el estado estadounidense de Iowa. En el año 2010 tenía una población de 91 habitantes y una densidad poblacional de 0,97 personas por km².

## Geografía
El municipio de Willow se encuentra ubicado en las coordenadas 41°54′1″N 95°44′6″O / 41.90028, -95.73500. Según la Oficina del Censo de los Estados Unidos, el municipio tiene una superficie total de 93.72 km², de la cual 93,67 km² corresponden a tierra firme y (0,06 %) 0,05 km² es agua.

## Demografía
Según el censo de 2010, había 91 personas residiendo en el municipio de Willow. La densidad de población era de 0,97 hab./km². De los 91 habitantes, el municipio de Willow estaba compuesto por el 100 % blancos. Del total de la población el 1,1 % eran hispanos o latinos de cualquier raza.